# Winchester House

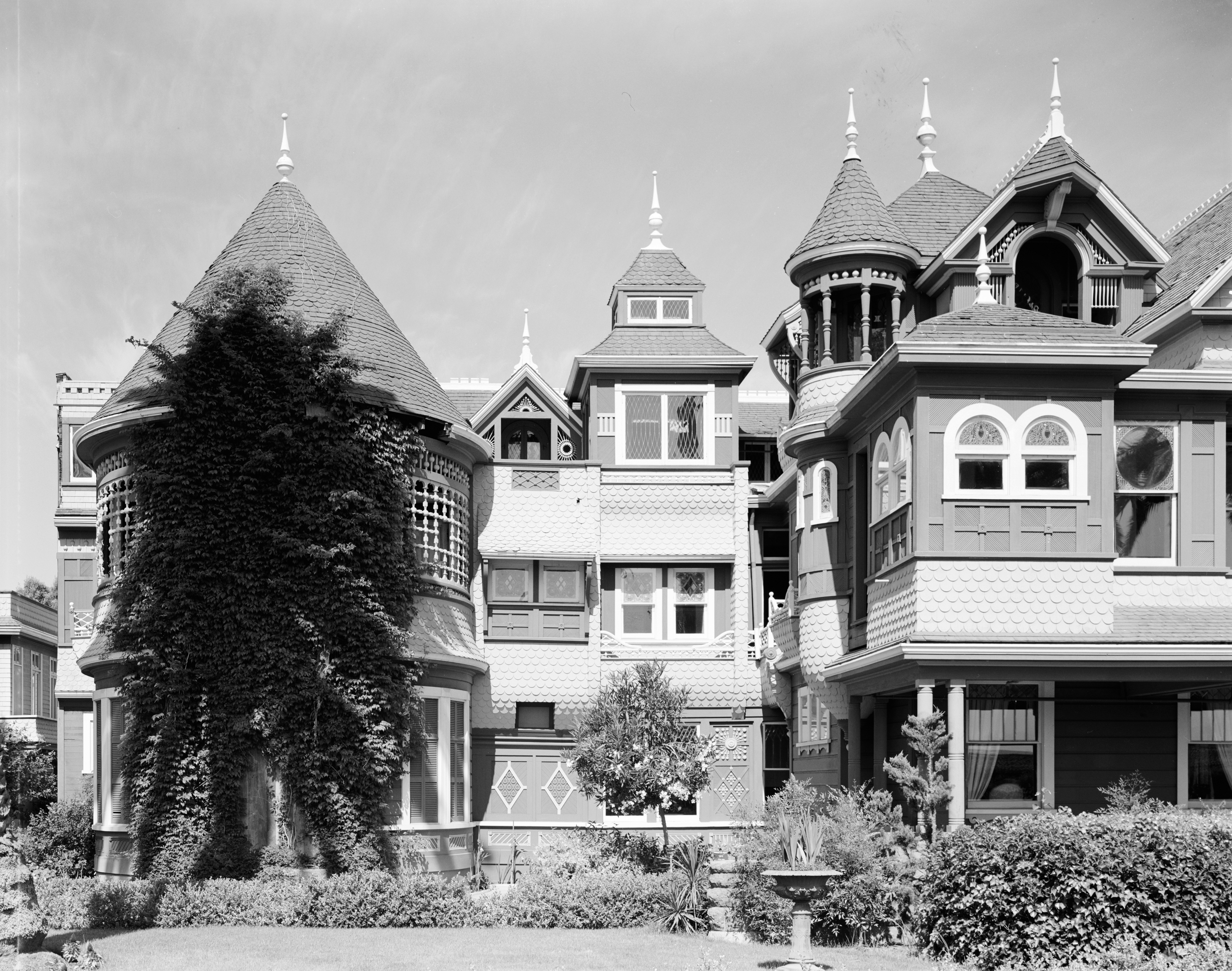
Das Winchester Mystery House

Das Winchester-Haus (Winchester Mystery House) ist das ehemalige Wohnhaus von Sarah L. Winchester, der Witwe des Gewehrfabrikanten William Wirt Winchester. Es steht in San José (Kalifornien, USA) und gilt als Wahrzeichen Kaliforniens. Es steht zur Besichtigung offen.

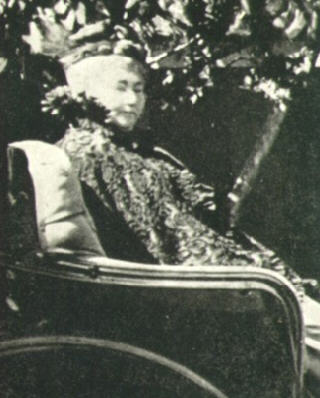
Sarah Winchester, Hausherrin

## Bauwerk
Sarah Winchester kaufte das Haus 1884, als es noch eine Farm mit 8 Zimmern und 161 Acres Land war, von Dr. Robert Caldwell.
Die Bauarbeiten begannen im Jahr 1884 und wurden erst mit dem Tod von Sarah Winchester am 5. September 1922 beendet. Das Gebäude hat 161 Räume unterschiedlicher Größe, darunter allein 40 Schlafzimmer auf 4 Etagen (7 Etagen und bis 600 Räume sollen es vor dem San-Francisco-Erdbeben von 1906 gewesen sein), 47 Kamine, 17 Schornsteine, mehrere Geheimgänge und 10.000 Fenster.
Am 30. Juni 1923 wurde das Museum eröffnet.
Am 7. August 1974 wurde Winchester House als Baudenkmal in das National Register of Historic Places aufgenommen.

## Kuriositäten
In dem Haus befinden sich mehrere Kuriositäten, wie zum Beispiel Türen, hinter denen eine Wand ist, eine Treppe, die sieben Stufen hinab und dann anschließend wieder elf hinauf führt, eine Treppe, die einfach in der Decke endet und eine Tür, die in den Abgrund führt.
Das Gebäude entstand stückweise, bis zu Sarah Winchesters Tod wurden ständig neue Räume hinzugefügt, ein einheitlicher Bauplan existiert jedoch nicht.
Einem Volksglauben zufolge war Sarah Winchester von der Furcht besessen, von den Geistern der mit Winchester-Gewehren Getöteten im Schlaf heimgesucht und getötet zu werden. Daher habe sie ihre Villa wie ein riesiges Labyrinth bauen lassen und täglich in anderen Zimmern übernachtet, um von den Geistern nicht gefunden zu werden. Bereits ab 1895 begannen Zeitungen über das Verhalten Winchesters und ihre Motive für den Bau des Hauses zu spekulieren. Viele dieser Artikel sind der Boulevardpresse zuzuordnen. Berichte über okkulte Zusammenhänge wie zum Beispiel böse Geister und den angeblichen Wahnsinn der Witwe kamen erst nach dem Erdbeben von San Francisco 1906 auf. Ob die exzentrische Bauherrin Sarah Winchester wirklich geisteskrank war oder mental gesund, lässt sich nicht mit letzter Gewissheit klären. Nach einer Theorie der Historikerin Mary Jo Ignoffo vertiefte sich Sarah Winchester in den ausufernden Ausbau ihrer Villa, um ihre unliebsame Verwandtschaft fernzuhalten.

## Einflüsse auf kulturelle Werke
Die Geschichten um das Haus inspirierten Stephen King zu seinem Drehbuch für Stephen Kings Haus der Verdammnis. Ebenfalls von der Geschichte des Winchester-Hauses beeinflusst ist auch eine Folge der Jugendkrimireihe Die drei ??? mit dem Titel Haus des Schreckens, jedoch trägt das Haus dort den Namen Mariott-Haus, das einer an die Winchester-Familie erinnernde fiktiven Familie Mariott gehörte. Außerdem wird in der Serie Supernatural dieses Haus erwähnt. Der Film Haunting of Winchester House spielt in einem Gebäude namens Winchester House und nimmt auch Bezug auf Sarah Winchester. 2018 erschien zudem der Film Winchester – Das Haus der Verdammten von Peter und Michael Spierig mit Helen Mirren in der Rolle der Sarah Winchester.

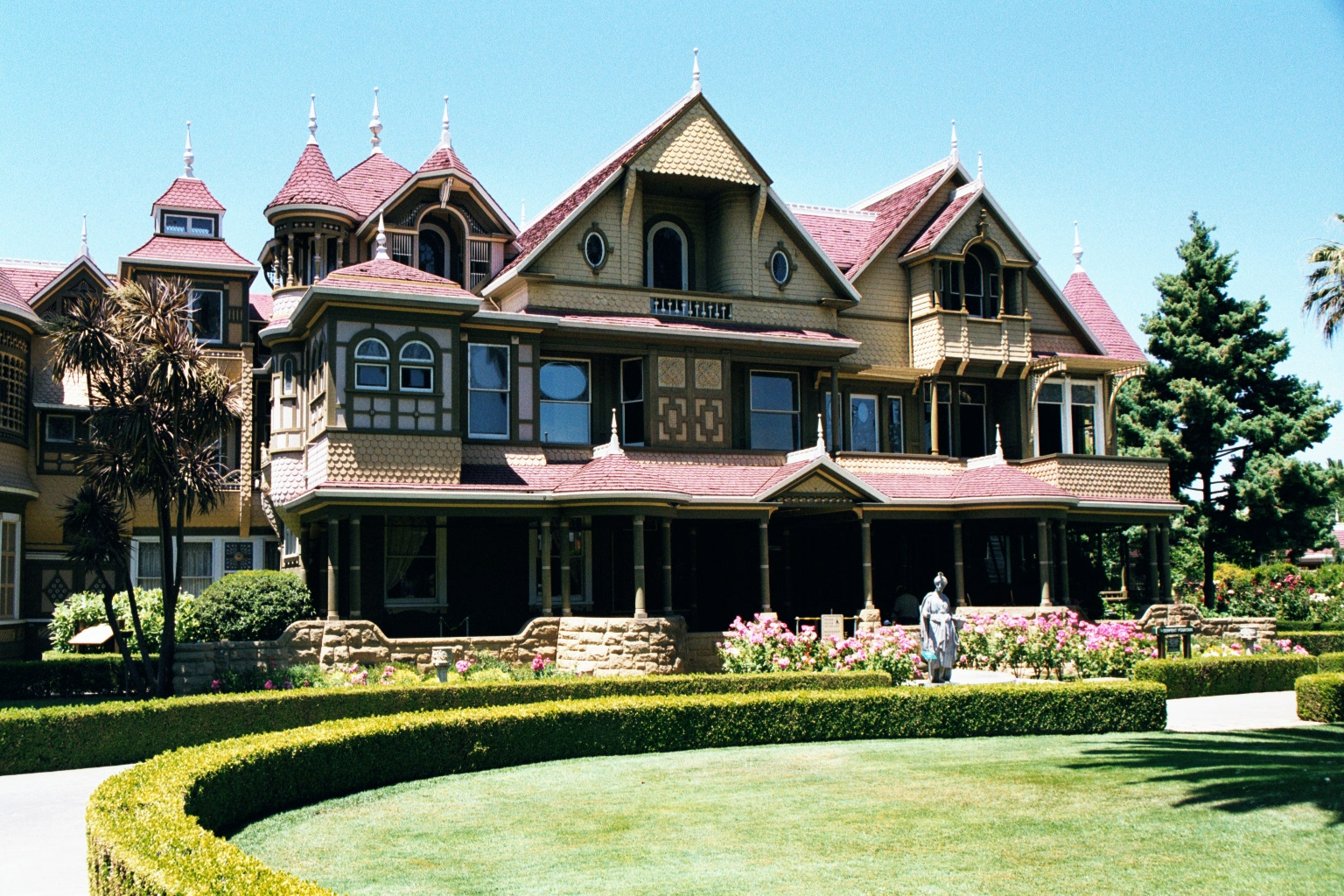
Winchester-Haus Vorderseite
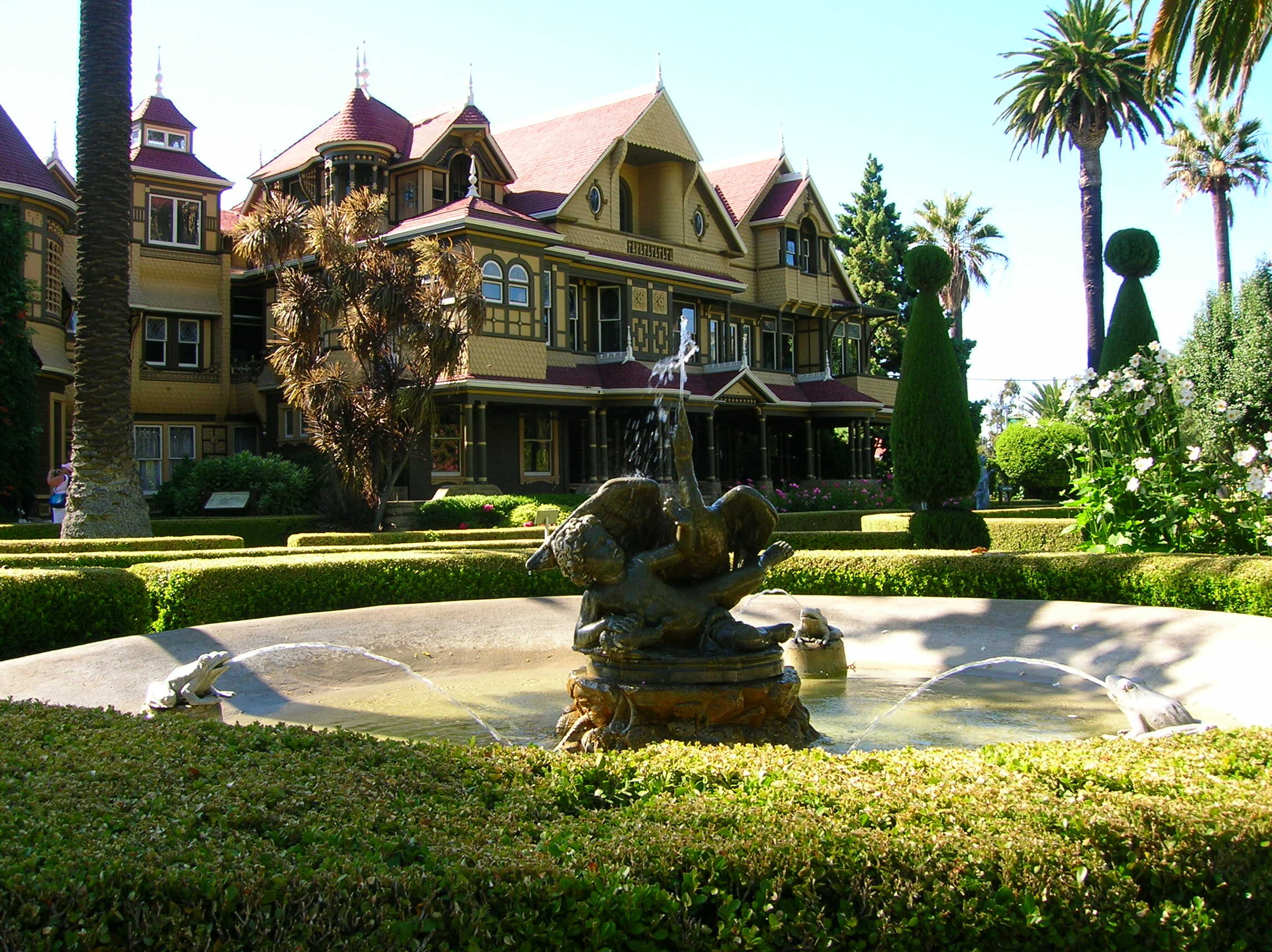
Winchester Mystery House mit Brunnen
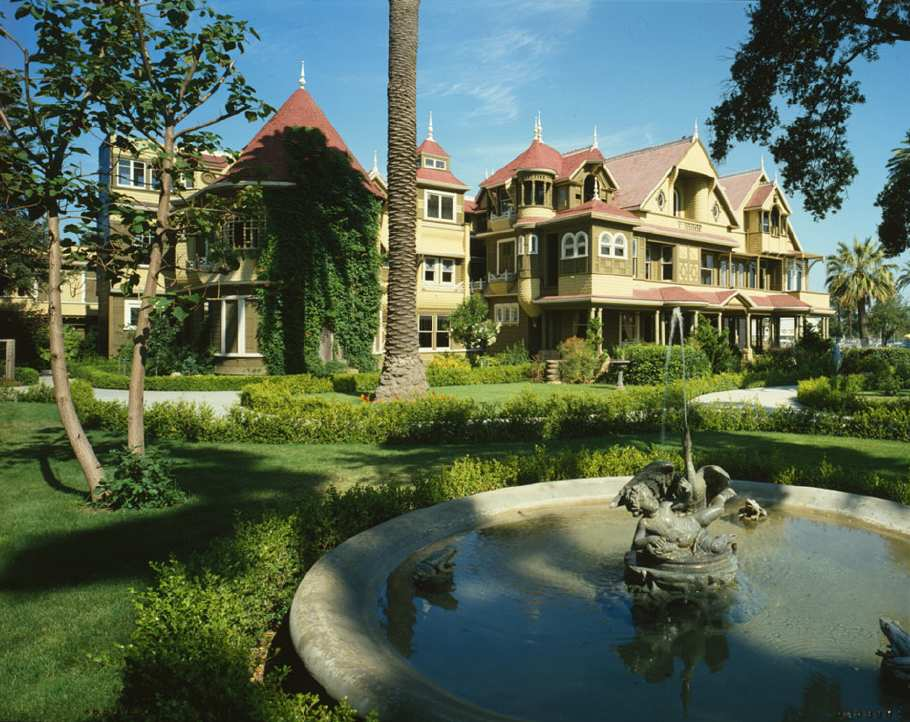
Frontsicht auf das Winchester Mystery House samt Gartenanlage
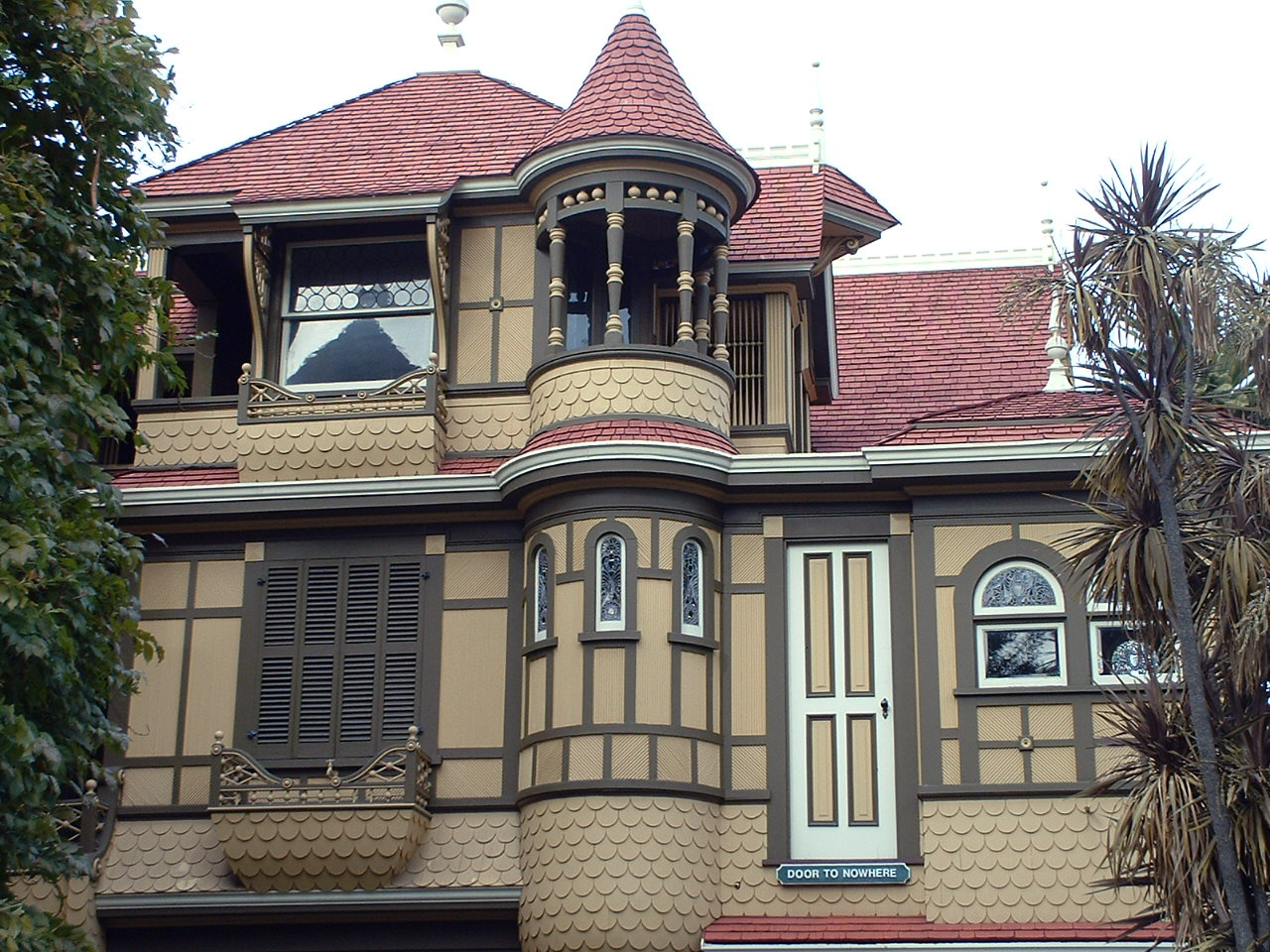
Winchester Mystery House mit der Tür ins Nichts
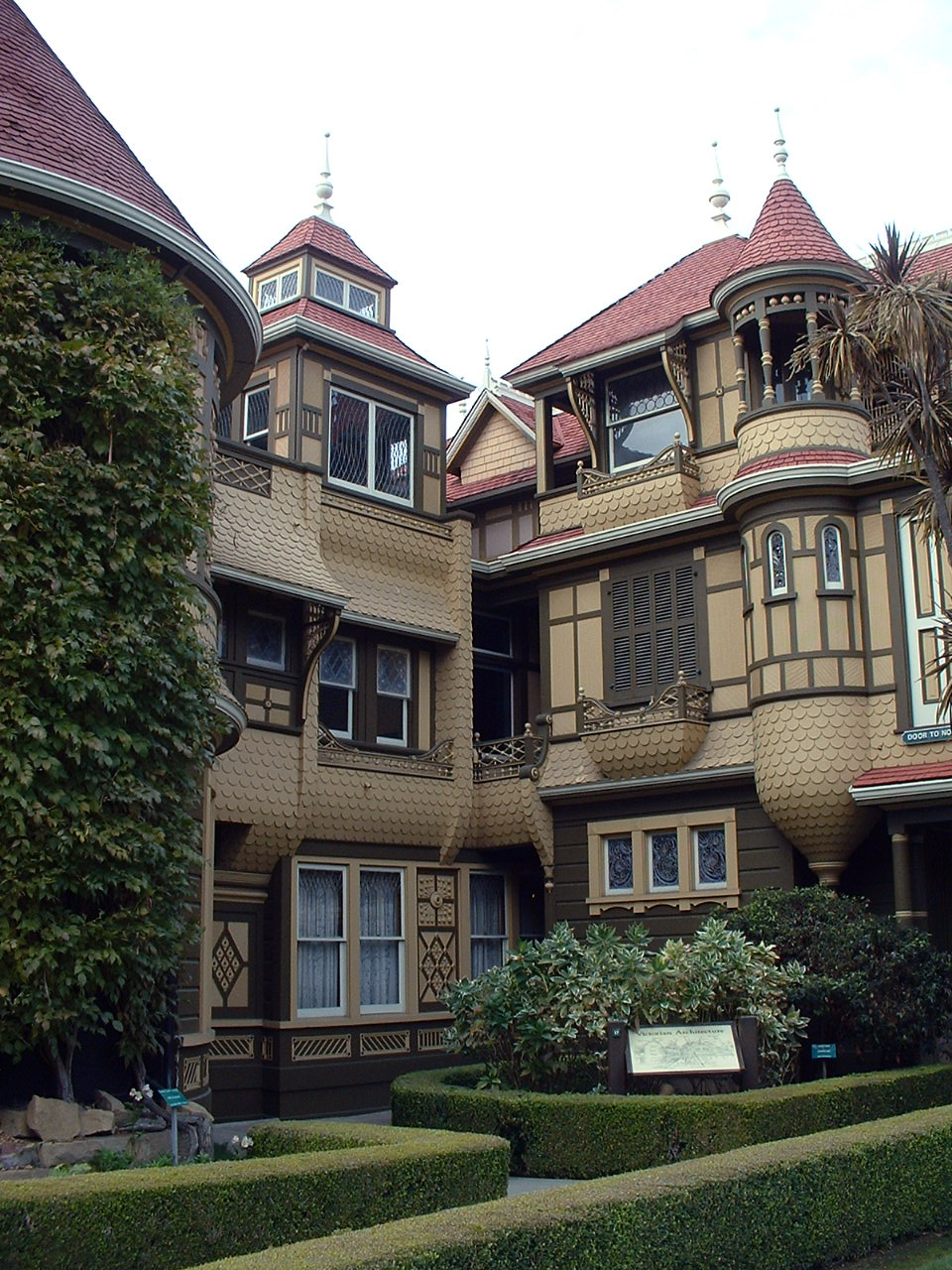
Winchester Mystery House Seiteneingang
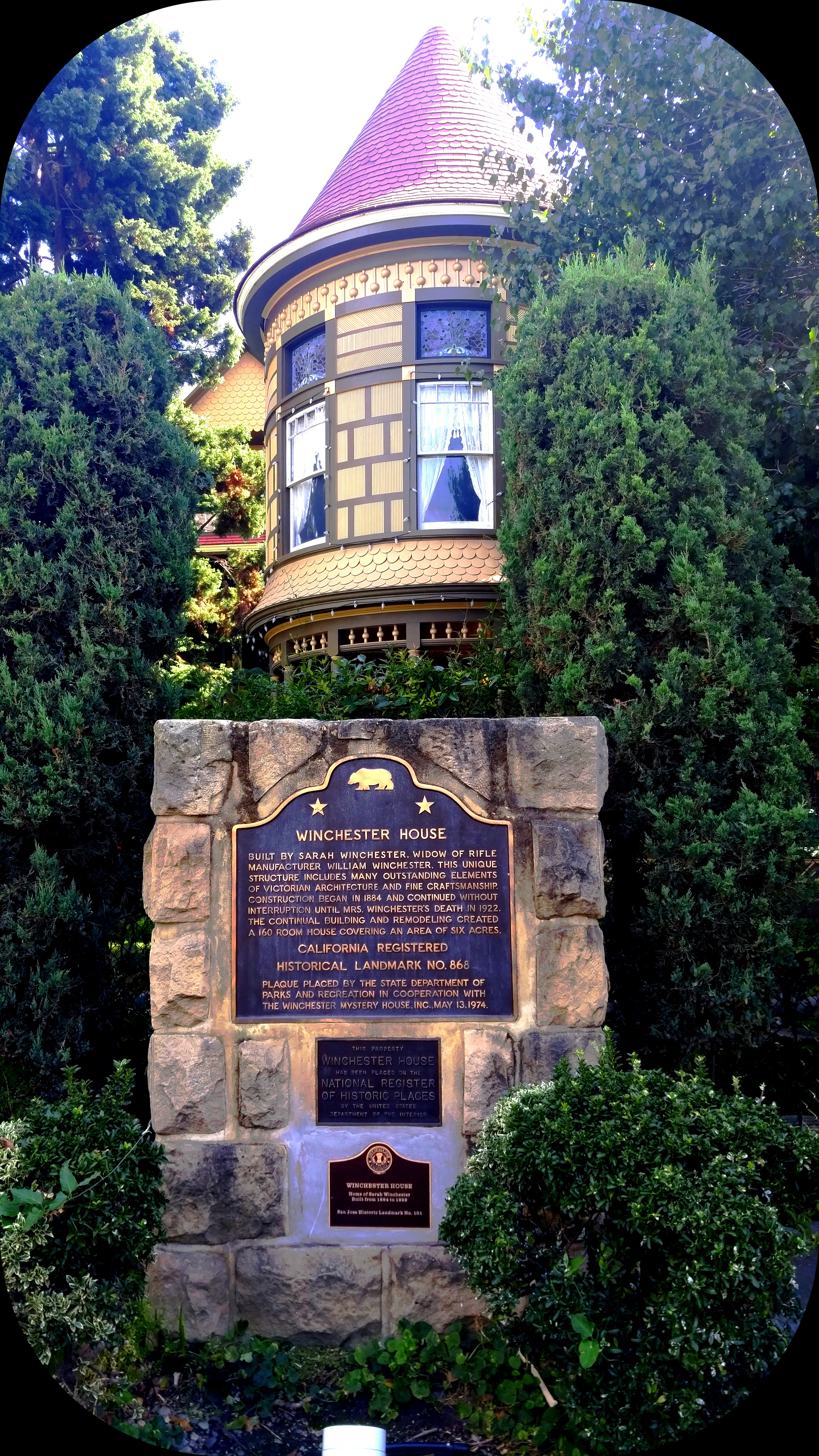
Winchester Mystery House Plakette
Draufsicht auf den verwinkelten Südflügel des Winchester Mystery House
Sicht auf den Westflügel des Winchester Mystery House
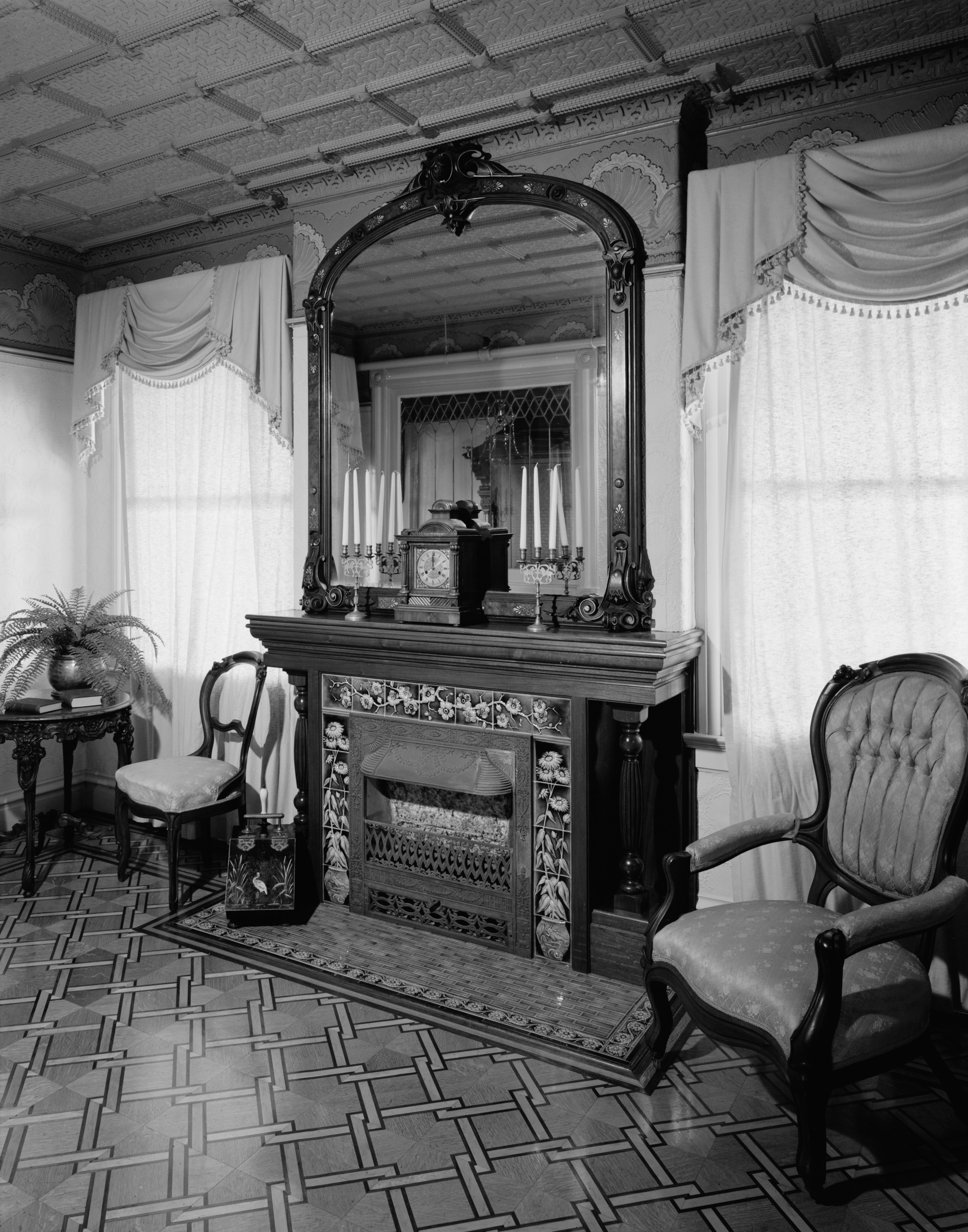
Feuerstelle in einem der Wohnzimmer, Original-Interior des Winchester Mystery House
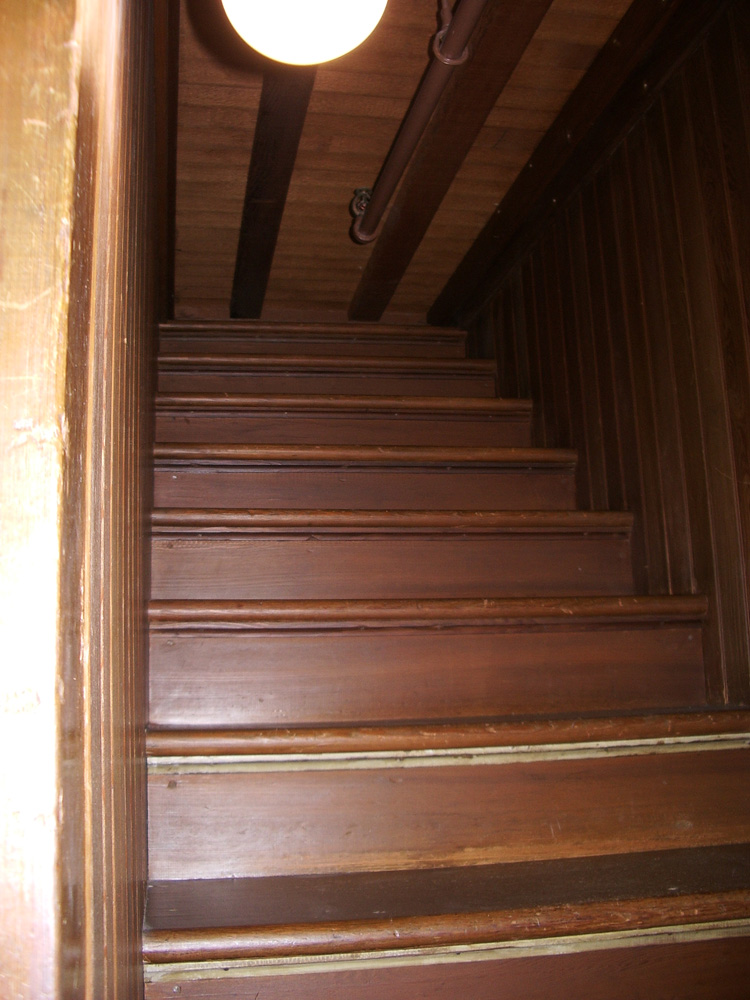
Beispiel für irreführende Treppe im Winchester Mystery House